# Stemorrhages tritonias
Stemorrhages tritonias là một loài bướm đêm trong họ Crambidae.